# 4609 Pizarro
4609 Pizarro este un asteroid din centura principală, descoperit pe 13 februarie 1988 de Eric Elst.